# Ovicides paralithodis
Ovicides paralithodis is een snoerwormensoort uit de familie van de Carcinonemertidae. De wetenschappelijke naam van de soort is voor het eerst geldig gepubliceerd in 2013 door Kajihara & Kuris.